# Alejandro Garretón
Alejandro Garretón Silva (Los Ángeles, 26 de agosto de 1900 - Santiago, 30 de julio de 1980) fue un médico y académico chileno, ministro de Estado en la cartera de Educación Pública, durante el gobierno del presidente Jorge Alessandri, desde 1963 hasta 1964.

## Biografía
Hijo de Federico Garretón Silva y de Clara Rosa Silva, miembro de la Familia Garretón, estudió en el Colegio San Pedro Nolasco de la capital y luego en la Universidad de Chile, donde se tituló de médico cirujano en 1923.
Trabajó en el Hospital José Joaquín Aguirre como decano. También tuvo altas responsabilidades en el Hospital San Francisco de Borja, también de Santiago.
Se desempeñó como presidente de la Sociedad Médica de Santiago desde 1934 hasta 1936 y ocho años después publicó un libro llamado Elogio de la Sociedad Médica de Santiago: 1869 - 6 de septiembre de 1944.
Escribió y publicó, antes del anteriormente mencionado, en 1941, un libro llamado La digital. Estudio clínico, técnico del tratamiento o resultados como aporte a la medicina y, más tarde, en 1959, otro con el mismo fin titulado El concepto de enfermedad.
A lo largo de su vida también publicó otros como La obra médica de Gregorio Marañón.
Fue miembro del Club de la Unión como del Club de Rotary International, llegando a ser nombrado director sudamericano de este último.
Entre los reconocimientos recibidos a lo largo de su vida destaca la más importante condecoración pública que otorga el Gobierno Francés desde la época de Napoleón I hasta hoy en día: el cargo de Caballero de la Legión de Honor. Esta condecoración le fue entregada por el presidente de la época, Charles De Gaulle, durante su visita al país.
También llevó a cabo una larga trayectoria como académico, llegando a ser profesor titular de medicina de la Universidad de Chile en 1943 y decano de la facultad de esa misma casa de estudios entre 1952 y 1958.
Fue nombrado ministro de Educación en 1963 por Jorge Alessandri, cargo que mantuvo hasta el final de su administración, un año después.
En 1973 fue nombrado profesor emérito de la Universidad de Chile.
Fue creador y director del Instituto de Chile, entidad que lo homenajeó con el libro Alejandro Garretón Silva. El hombre, el médico, el académico.